# Covid-19 pendant la grossesse
Wikipédia ne donne pas de conseils médicaux ou sanitaires. Cet article est susceptible de contenir des informations obsolètes ou inexactes. Seul un professionnel de la santé est apte à vous fournir un avis médical, et seules les autorités sanitaires de votre pays sont compétentes pour donner des consignes de santé publique relatives à la pandémie de Covid-19.
 Mise en garde médicale
Après les six premiers mois de la pandémie de Covid-19, l'effet de la Covid-19 pendant la grossesse (sur la mère et/ou sur le fœtus) est encore peu connu, en raison d'un manque de données fiables et statistiquement représentatives, notamment parce qu'il y a eu de nombreux cas asymptomatiques de Covid-19. Il n'existe pas encore de moyen facile de prédire cliniquement l'infection à la Covid-19 chez une personne asymptomatique.
Les résultats d'une étude limitée en Chine, puis d'autres études, ont montré que les caractéristiques cliniques de la Covid-19 chez les femmes enceintes sont similaires à celles des femmes non enceintes. En mars 2020, il n'y avait aucune preuve de transmission verticale de la Covid-19 de la mère au fœtus au cours du dernier trimestre de la grossesse. Cependant, les prévisions basées sur des infections similaires telles que le SRAS et le MERS suggèrent que les femmes enceintes courent un risque accru d'infection grave.
Par rapport à la population générale, comme pour d'autres virus, la femme enceinte risque plus de contracter la Covid-19, avec un risque accru de complications obstétricales maternelles, probablement à cause de changements hormonaux/physiologiques induits par la grossesse.
Aucun cas de transmission verticale d'un CoV de la mère au fœtus in utero n'est connu (peut-être grâce à une très faible expression de l'enzyme de conversion de l'angiotensine 2 (ACE2, cible du virus) dans les cellules précoces de l'interface mère-fœtus).

## Enjeux
L'état de grossesse modifie les taux de diverses hormones, diminue légèrement l'immunité et réduit le volume pulmonaire disponible (en raison de la pression de l'utérus gravide), autant d'éléments pouvant prédisposer à une détérioration plus rapide en cas de maladie virale, et peut être à un risque plus élevé de séquelles (pour la mère ou le fœtus). En outre, l'accouchement durant une période de contagion nécessite des précautions particulières et des questions se sont posées sur la sécurité de l'allaitement dans ce cas. Diverses études ont donc porté sur les manifestations cliniques, les effets sur la santé maternelle et périnatale,.

## Diagnostic et symptomatologie
En avril 2020, une étude a conclu que l'échographie pulmonaire est une méthode non-invasive, non dangereuse et assez précise pour détecter les affections pulmonaires et pleurales du poumon maternel, évaluation qui est nécessaire chez les patientes enceintes suspectées de pouvoir être atteintes de la Covid-19. 
Les caractéristiques échographiques des aspects pulmonaires de la Covid-19 sont « des artefacts verticaux hyperéchogènes diffus avec une ligne pleurale épaissie et un «poumon blanc» avec une distribution inégale ». Les symptômes les plus courants chez la femme enceinte sont : 
- La fièvre, la toux et la myalgie sont présents dans 30 à 97% des cas[7] ;
- La lymphocytopénie et la protéine C-réactive sont les anomalies sanguines les plus fréquentes (retrouvées dans 55 à 100% des cas, selon les études)[7] ;
- La pneumonie est le symptôme clinique le plus diagnostiqué (71 à 89% des cas, selon les études), avec le plus souvent une pneumonie bilatérale (57,9%) avec opacité en verre dépoli (65,8%) observée en tomodensitométrie[7].

## Études sur la Covid-19 pendant la grossesse
Les données de diagnostic sont d'abord venues de Wuhan (Chine) où les premiers suivis de femmes enceintes touchées par la Covid-19 ont montré la présence de fièvre (chez six des neuf patientes), de douleurs musculaires (chez trois), de maux de gorge (chez deux) et de sensation d'inconfort (chez deux). Il y avait une détresse fœtale dans deux cas. Aucune des femmes n'a développé de pneumonie grave, ni n'est décédée. Toutes ont eu des naissances vivantes, sans suffocation néonatale grave observée. 
Des échantillons de lait maternel, de liquide amniotique, de sang de cordon ombilical et de gorge chez les nouveau-nés ont été testés pour le SARS-CoV-2, et tous les résultats étaient négatifs. Cette étude était cependant trop limitée pour tirer des conclusions sur les effets de la Covid-19 sur la grossesse.
Selon les médias, sur plus de 100 femmes atteintes de Covid-19 suivies et ayant accouché en mars 2020, aucun décès maternel n'avait été signalé.
Puis deux nourrissons infectés par le SARS-CoV-2 ont été signalés, mais avec une transmission probablement survenue dans la période post-partum.
En mars 2020, la région métropolitaine de New York est passée en un mois de 1 à 84 735 cas de Covid-19 déclarés (entre le 1er mars et le 2 avril 2020), devenant l'épicentre de l'épidémie. Sept femmes enceintes ont d'abord été détectées séropositives au SARS-CoV-2 (dont deux asymptomatiques). Puis 43 autres ont été testées positives du 13 mars au 27 mars 2020 dans deux hôpitaux de New York où des tests ont été faits : 14 patientes (32,6 %) étaient asymptomatiques à l'admission en maternité, et n'ont été détectées qu'ensuite, en raison de symptômes ou après la mise en œuvre du test systématisé à chaque admission obstétricale le 22 mars. Parmi elles, 10 (71,4 %) ont développé des symptômes entre leur admission et l'accouchement ou en phase post-partum. Sur les 29 autres patientes (67,4 %) qui étaient symptomatiques, trois femmes ont dû être hospitalisées avant la naissance pour leurs symptômes et une autre patiente a nécessité une supplémentation en oxygène six jours après l'accouchement (après une induction réussie du travail). 
Une échelle de gravité a été proposée par Wu et McGoogan pour la Covid-19, selon leurs critères : 37 femmes (86%) avaient une Covid-19 bénigne, 4 femmes (9,3%) une forme grave et 2 (4,7 %) une forme critique. Ces taux sont à peu près ceux décrits pour la femme adulte non-enceinte (environ 80 % de Covid-19 bénignes, 15 % de formes graves et 5 % de formes très graves).

Aucun nouveau-né n'a été détecté infecté lors des premiers tests faits au premier jour de vie.
En septembre 2020, une revue systématique d'études a fait le point (à partir de données récoltées jusque fin avril 2020) sur les effets connus de l'infection par le SARS-CoV-2, le SRAS et le MERS lors de la grossesse, et concernant sa possibilité de transmission verticale mère-fœtus. Sur 879 articles portant sur ces sujets, 39 études ont été retenues par les auteurs (concernant au total 1316 femmes enceintes).

## Soins, traitements
Jusque fin avril 2020 (et pour ces 39 études analysées par Kuma Diriba, Ephrem Awulachew & Eyob Getu), l'hydroxychloroquine (79,7%), la ribavirine (65,2%) et l'oxygénothérapie (78,8%) sont les trois traitements les plus cités :
- 56,9% des femmes enceintes infectées par un des trois coronavirus (SARS-CoV-1, MERS ou SARS-CoV-2) ont accouché par césarienne,
- 31,3% ont été placées en unité de soins intensifs,
- 2,7% sont décédées[7].

## Conséquences
Toujours selon la revue publiée en septembre 2020 : 
- 14,3% des accouchements étaient prématurés (moins de 37 semaines de gestation)
- 5,9% des patientes ont vécu une prééclampsie,
- 14,5% de ces grossesses se sont terminées par une fausse couche,
- 9,2% des patientes ont subi une rupture prématurée des membranes,

Concernant le foetus ou le nouveau-né, 
- un retard de croissance fœtale a été constaté dans 2,8% des cas[7] ;
- une détresse fœtale a été signalée dans 26,5% (asphyxie néonatale dans 1,4% des cas).
- le bébé a été placé en soins intensifs dans 11,3% des cas (taux de mortalité périnatale : 2,2%)[7].
- 1,2% des nouveau-nés avaient un score d'Apgar inférieur à 7 à 5 minutes [7].

## Recommandations
Le US Center for Disease Control conseille aux femmes enceintes de mettre en œuvre et respecter les mêmes mesures barrière que le grand public pour éviter les infections ; comme tousser ou éternuer dans ses coudes, respecter la distanciation physique, éviter d'interagir avec les personnes malades, et bien se laver les mains avec de l'eau et du savon ou un gel désinfectant.
L'OMS recommande également de maintenir une distance sociale avec les autres personnes, de ne pas se toucher les yeux, le nez et la bouche, de pratiquer l'hygiène respiratoire (en se couvrant la bouche et le nez avec le coude ou un mouchoir quand on tousse ou éternue - et en jetant le mouchoir immédiatement - ) et de consulter un médecin en cas de fièvre, de toux ou de difficultés respiratoires, en fonction des indications sanitaires locales. L'OMS recommande que les femmes enceintes présentant des symptômes soient prioritaires pour le test Covid-19, et que les femmes enceintes et/ou ayant récemment accouché respectent leurs rendez-vous de suivi de routine. Toutes les femmes enceintes, dont celles qui ont ou sont soupçonnées d'avoir la Covid-19, ont droit à un suivi de qualité avant, pendant et après l'accouchement. Cela comprend la santé prénatale, néonatale, postnatale et mentale. Une expérience de naissance positive comprend :
- être traité avec respect et dignité ;
- la présence d'un compagnon de votre choix lors de l'accouchement ;
- une communication claire des professionnels de la santé ;
- des stratégies de soulagement de la douleur appropriées ;
- une mobilité lors de la délivrance si possible, et choix de la position de délivrance.

Si une Covid-19 est suspectée ou confirmée, les agents de santé devraient prendre des mesures pour réduire le risque d'infection pour eux-mêmes et pour les autres, notamment en portant des équipements de protection individuelle. La césarienne n'est pas recommandée, sauf en cas de nécessité médicale. L'allaitement maternel est possible si la mère le souhaite, mais si elle est infectée par la Covid-19, elle doit pratiquer une hygiène respiratoire, porter un masque si possible, se laver les mains avant et après avoir touché le bébé, et fréquemment nettoyer et désinfecter les surfaces touchées. Plusieurs groupes et associations ont rappelé que malgré la pandémie mondiale de Covid-19 de 2019-2020, les femmes enceintes gardent intact leur droit de décider et de ne pas être exposées à des protocoles d'accouchement qui menacent leur intégrité physique,.
Noelle Breslin & al., en mai 2020, ont recommandé, dans le contexte pandémique, « un changement immédiat de la pratique clinique obstétricale », notamment car des femmes enceintes asymptomatiques ont ensuite eu besoin d'une admission non planifiée en USI (Unité de soins intensifs), et « surtout, car leurs soins avant le diagnostic de Covid-19 ont impliqué d'exoser des agents de santé qui manquaient tous d'EPI approprié » ; de plus, une part importante des cas qui ne sont pas restés asymptomatiques ne présentaient ni fièvre ni toux au dépistage initial ou même au début de la phase clinique de leur Covid-19. En outre, les tests ne sont pas fiables à 100% et de nombreuses régions dans le monde ne disposent pas d'assez de tests, et même aux États-Unis, au moment de l'explosion de la pandémie (mars 2020), « les symptômes légers signalés pour certains de ces cas peuvent avoir été insuffisants pour inciter à utiliser des tests pour la Covid-19 ». Ainsi, le New York-Presbyterian Hospital a décidé d'interdire l'accès aux personnes étrangères au service (y compris le mari/père ou compagne de l'accouchée).
Plusieurs guides sur la prévention et la gestion de la Covid-19 durant la grossesse ont été publiés,,, et l'American Journal of Obstetrics & Gynecology MFM a publié un guide de suggestions à l'attention des prestataires et patientes pour la phase de travail et de l'accouchement, qui se présente comme pouvant être adapté aux besoins et aux capacités locales.

## Risque de «transmission verticale» (des parents vers l'enfant)
Fin avril 2020, selon un consensus d'experts relatif à la prise en charge de la femme enceinte et du nouveau-né suspectés ou confirmés atteint de COVID-19, « il n'y a aucune preuve claire indiquant le moment optimal de l'accouchement, la sécurité de l'accouchement par voie naturelle (vaginale) ou si l'accouchement par césarienne empêche la transmission verticale au moment de l'accouchement ; par conséquent, la voie d'accouchement et le moment de l'accouchement doivent être individualisés en fonction des indications obstétricales et du statut materno-fœtal ».
Un article a publié des recommandations visant à limiter le risque de contamination lors de l'accouchement, notamment « en veillant à ce que le risque de contamination par l'anus maternel et les matières fécales soit réduit pendant l'accouchement », ce qui réduirait aussi le risque de contamination par des Streptococcus B  et/ou le papillomavirus (HPV),.